# Сереньо
Серѐньо (на италиански: Seregno, на западноломбардски: Serègn, Серен) е град и община в Северна Италия, провинция Монца и Брианца, регион Ломбардия. Разположен е на 222 m надморска височина. Населението на общината е 44 244 души (към 2013 г.).
До 2004 г. общината е част от провинция Милано.